# The Mirror of Ages
The Mirror of Ages är Galadriels andra musikalbum. Släpptes 1999 av skivbolaget Unknown Territory.

## Låtar på albumet
1. "The Forest Lullaby"
2. "The Flower And The Dark Butterfly"
3. "Fear In Their Eyes"
4. "Twilight Time"
5. "In The Garden Of Lost Shades"
6. "1848"
7. "Vampirian Love"
8. "Lost Paths Of Unicorns"
9. "The Battle By Wogastisburg"

## Lineup
- Dodo Datel – sång, bas
- Tomax Gabris – gitarr
- Sona "Witch" Kozakova – sång
- Dr Victor – trummor
- Chulo Malachovský – gitarr
- Erik Schmer – keyboard

### Gästmusiker
- Richard Zajac – keyboard
- J.S.K. – sång